# عرفان گل‌محمدی
عرفان گل محمدی (زادهٔ ۲۷ تیر ۱۳۷۶) بازیکن فوتبال اهل ایران است که در پست مهاجم بازی می‌کند.
او سابقه بازی در تیم‌های شهرداری بندرعباس، البدر بندر کنگ، نساجی و استقلال را دارد.

## افتخارات

### نساجی مازندران
- جام حذفی (۱): ۰۱–۱۴۰۰